# St. Sylvester (München)

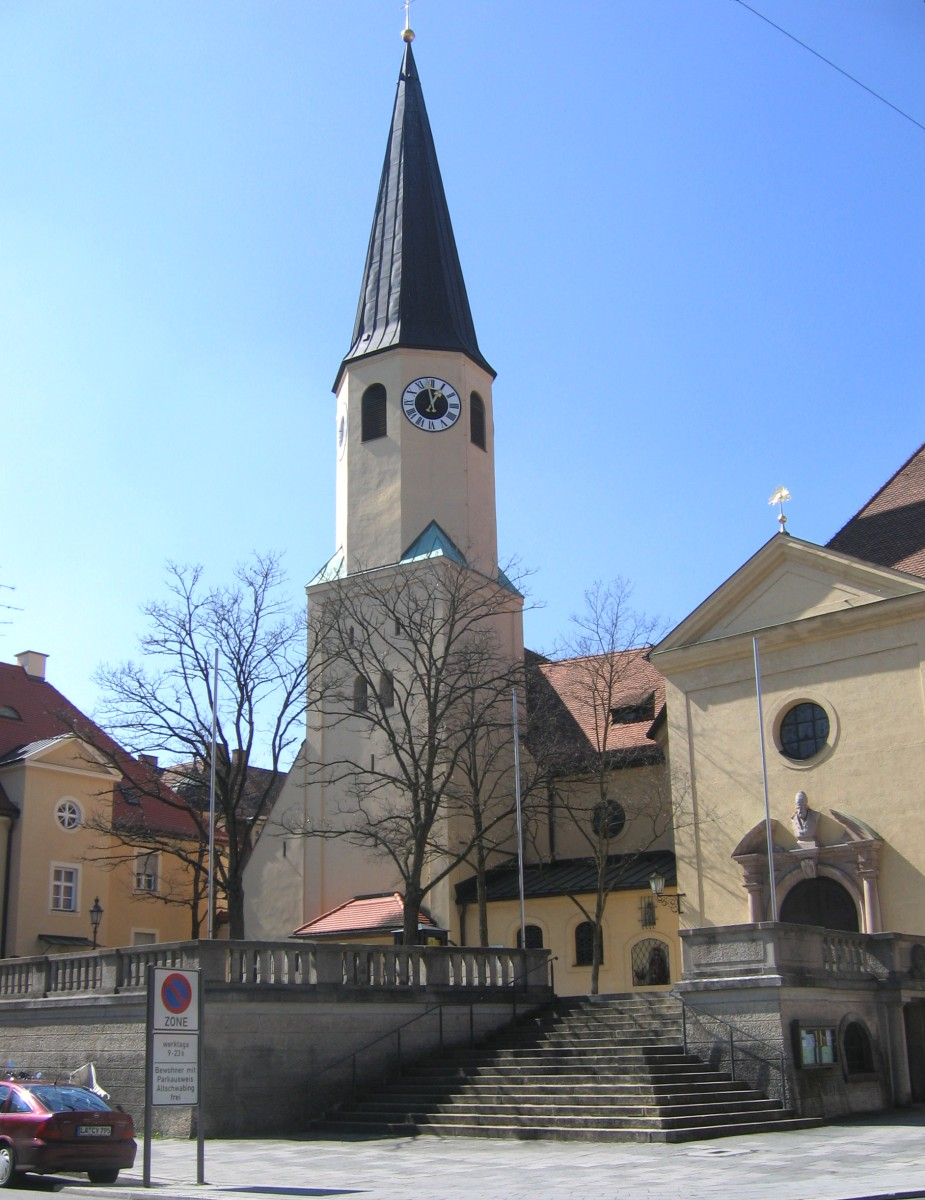
St. Sylvester in München-Schwabing

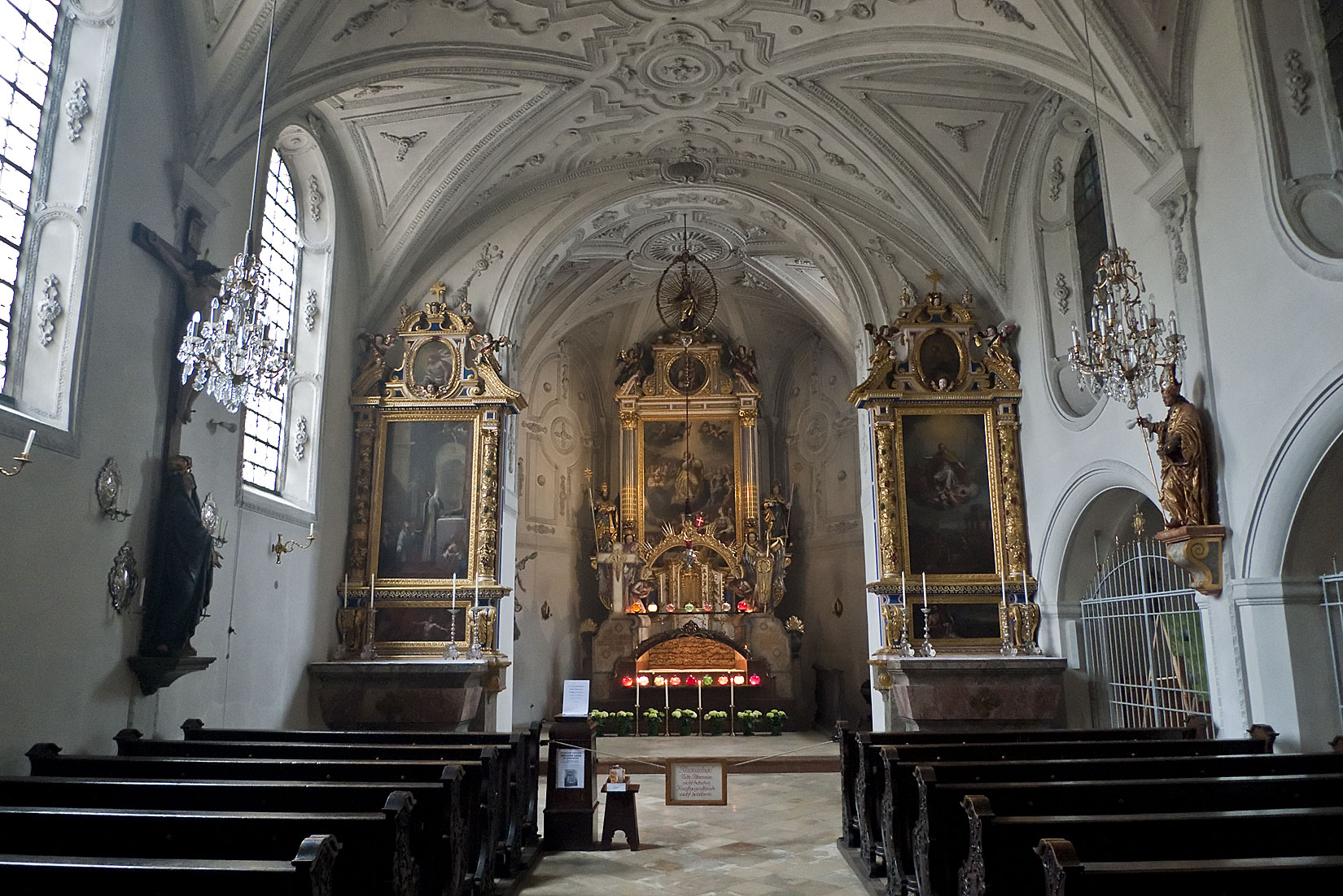
Alte Kirche – Innenraum

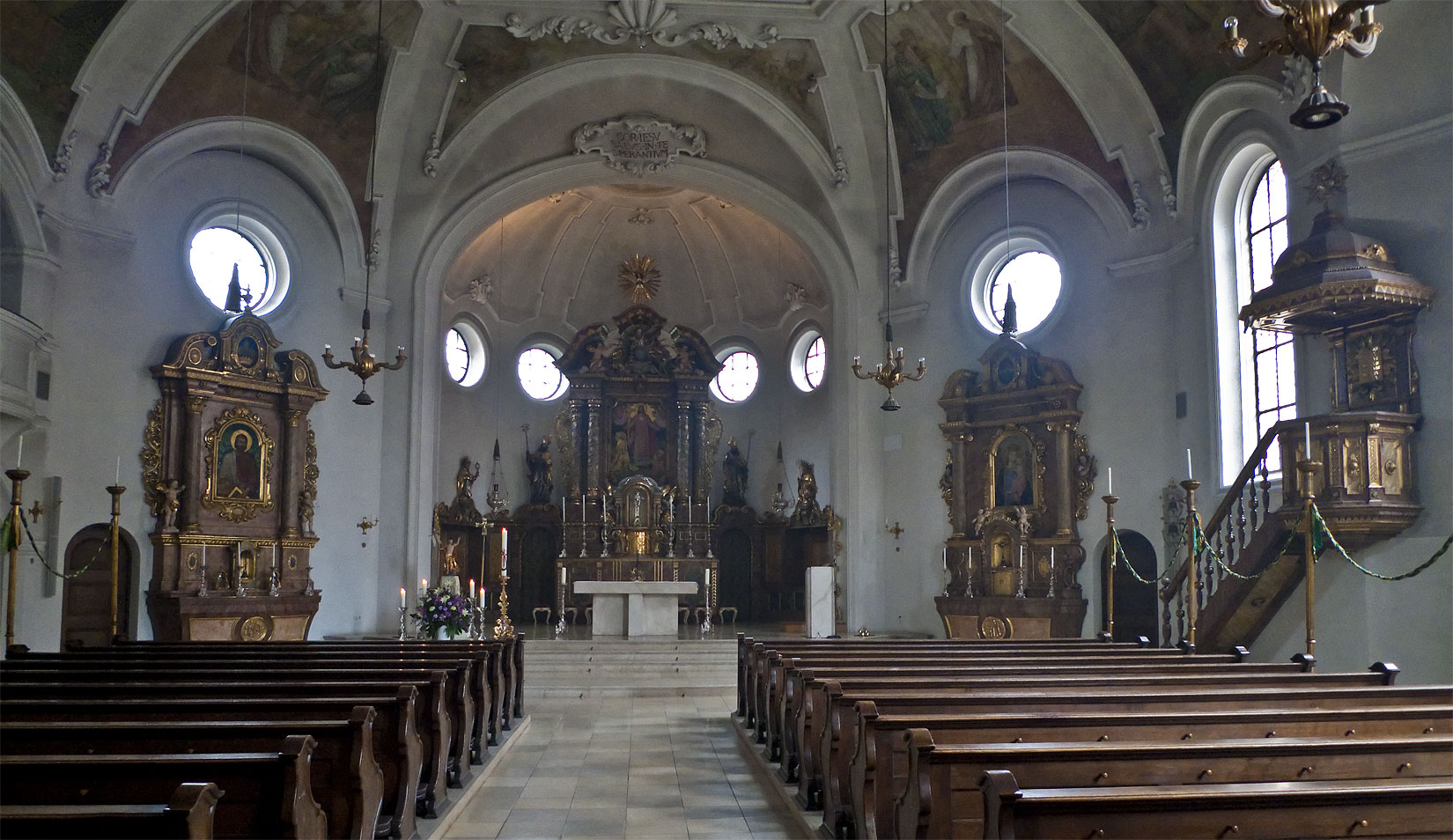
Neue Kirche – Innenraum

Die römisch-katholische Stadtpfarrkirche St. Sylvester im Münchener Stadtteil Schwabing ist die frühere Dorfkirche Schwabings und gehört zu den ältesten Kirchorten im heutigen Stadtgebiet.

## Lage
St. Sylvester (Biedersteiner Straße 1) befindet sich im früheren Dorfkern, heute Alt-Schwabing genannt, nahe dem Englischen Garten.

## Geschichte
Die erste urkundliche Erwähnung der Kirche erfolgte 1315 durch die Freisinger Bistumsbeschreibung, die Schwabing als Filiale der Pfarrei Sendling aufführt. Es ist jedoch sehr wahrscheinlich, dass Schwabing bereits bei seiner ersten urkundlichen Erwähnung 782 einen Kirchenbau an der heutigen Stelle hatte. Der früheste bauliche Nachweis ist der massive untere Teil des Turmes bis in etwa 12 m Höhe, der aus der Zeit um 1200 stammt. Die Kirche trug damals als erstes Patrozinium das Johannes des Täufers. Teile dieser Kirche und des Turms existieren heute noch. Um 1300 wurde die romanische Kirche im gotischen Stil erweitert. 1654 bis 1664 erfolgte die Barockisierung, bei der das Kirchenschiff erhöht, der Kirchenraum stuckiert und neue Altäre errichtet wurden. In dieser Zeit vermutlich löste die heilige Ursula Johannes den Täufer als Hauptpatrozinium der Kirche ab. Nebenpatron der Kirche war bereits St. Sylvester.
1811 wurde die Kirche, die damals das Patrozinium der heiligen Ursula trug, zur Pfarrkirche der nunmehr mit 650 Seelen selbständigen Pfarrei Schwabing erhoben. Mit der Einweihung der neuen Stadtpfarrkirche St. Ursula am Kaiserplatz 1897 wurde das Patrozinium auf den neuen Kirchenbau übertragen und die alte Dorfkirche zur Filialkirche abgestuft.
Das stetige Bevölkerungswachstum führte bald zur Planung von Tochterpfarreien in Schwabing. 1920 wurde an der alten Ursulakirche eine Kuratie errichtet, 1921 erfolgte dann die Errichtung einer neuen Stadtpfarrei unter dem Patrozinium des heiligen Sylvester.
Um die Kirche zu erweitern, entstand an der Nordseite der alten Dorfkirche 1925–1926 ein achteckiger Neubau nach Entwurf von Hermann Buchert in einem modifizierten Neobarock. Die Weihe des Neubaus erfolgte am 24. Oktober 1925 durch Erzbischof Michael Kardinal von Faulhaber.
Im achteckigen Glockenturm hängt ein vierstimmiges Gußstahlgeläute des Bochumer Vereins aus den 1920er-Jahren in Schlagtonfolge d1 - f1 - as1 - b1.

## Bedeutende Kunstwerke

### Alte Kirche

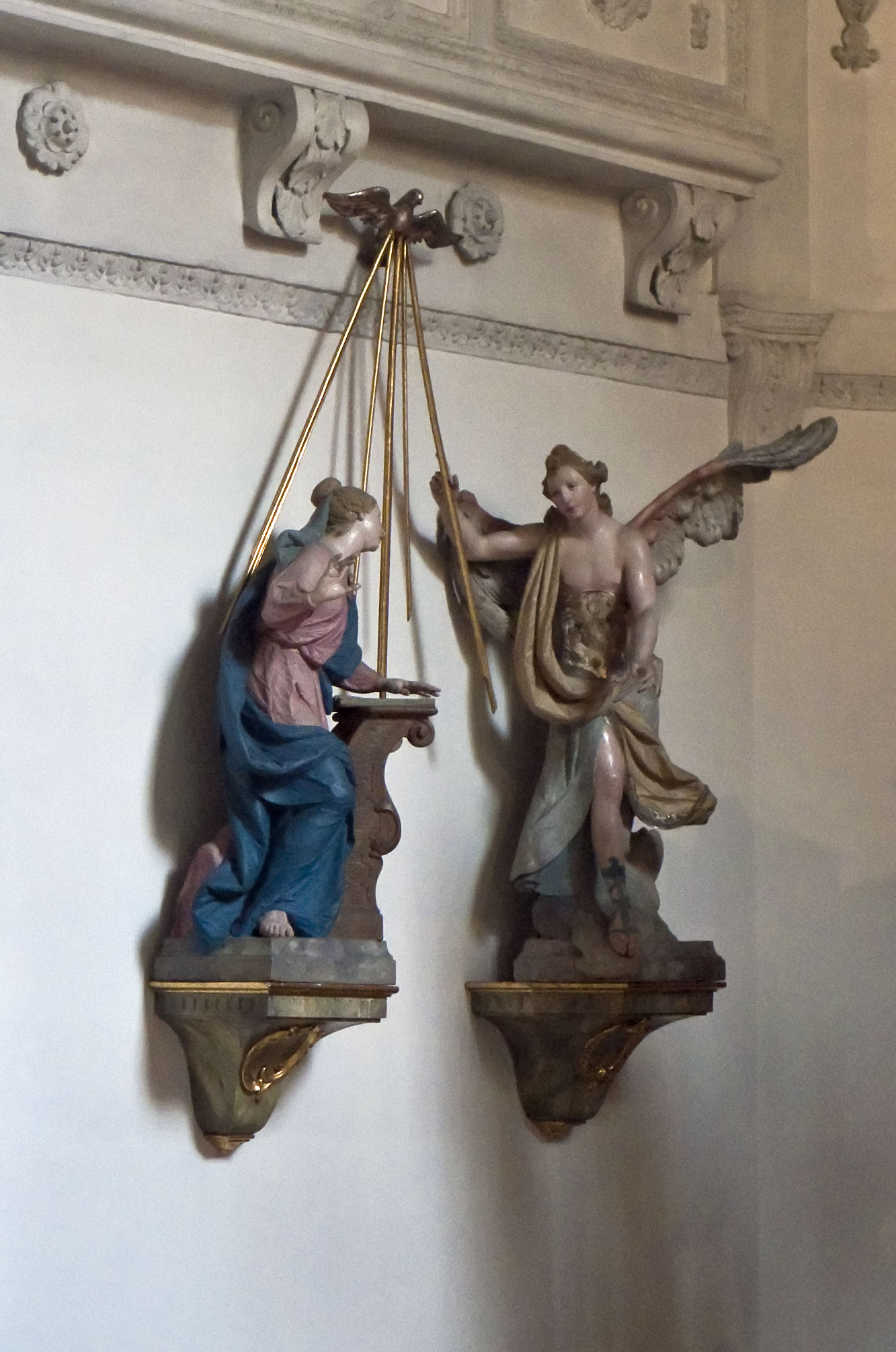
Verkündigung von Ignaz Günther

- Hochaltar (1655) mit Altarbild von Kaspar Amort d. Ä. „Das Martyrium der heiligen Ursula und ihrer Gefährtinnen“;
- Seitenfiguren Hl. Sylvester (früherer Nebenpatron der Kirche), Hl. Benno (Stadtpatron Münchens) (Matthias Schütz, wohl 1673);
- Verkündigungsgruppe (Ignaz Günther, um 1770);
- Figur des Apostels Judas Thaddäus (Ignaz Günther, um 1770);
- Büsten der Heiligen Benedikt und Barbara (Ignaz Günther, um 1770);
- Statuen der Heiligen Nikolaus und Elisabeth (Constantin Pader, 1647) (1898 aus der abgebrochenen Leprosenkirche hierher überführt).

### Neue Kirche
- Hochaltarbild „Papst Sylvester kniend in Fürbitte für Schwabing“ (Matthäus Schiestl, 1927);
- Seitenfiguren Hl. Nikolaus, Hl. Korbinian (wohl Meinrad Guggenbichler, 18. Jh.);
- „Gottvater im Auszug“ (wohl Christian Jorhan d. Ä., 18. Jh.);
- Kasein-Malereien: Kreuzesvision des Kaisers Konstantin, die unter dem Pontifikat Papst Sylvesters den Christen gewährte freie Religionsausübung; sechs Szenen von Leben, Leiden und Auferstehung Jesu Christi (Ernst Kozicz, 1939/40).

## Orgel

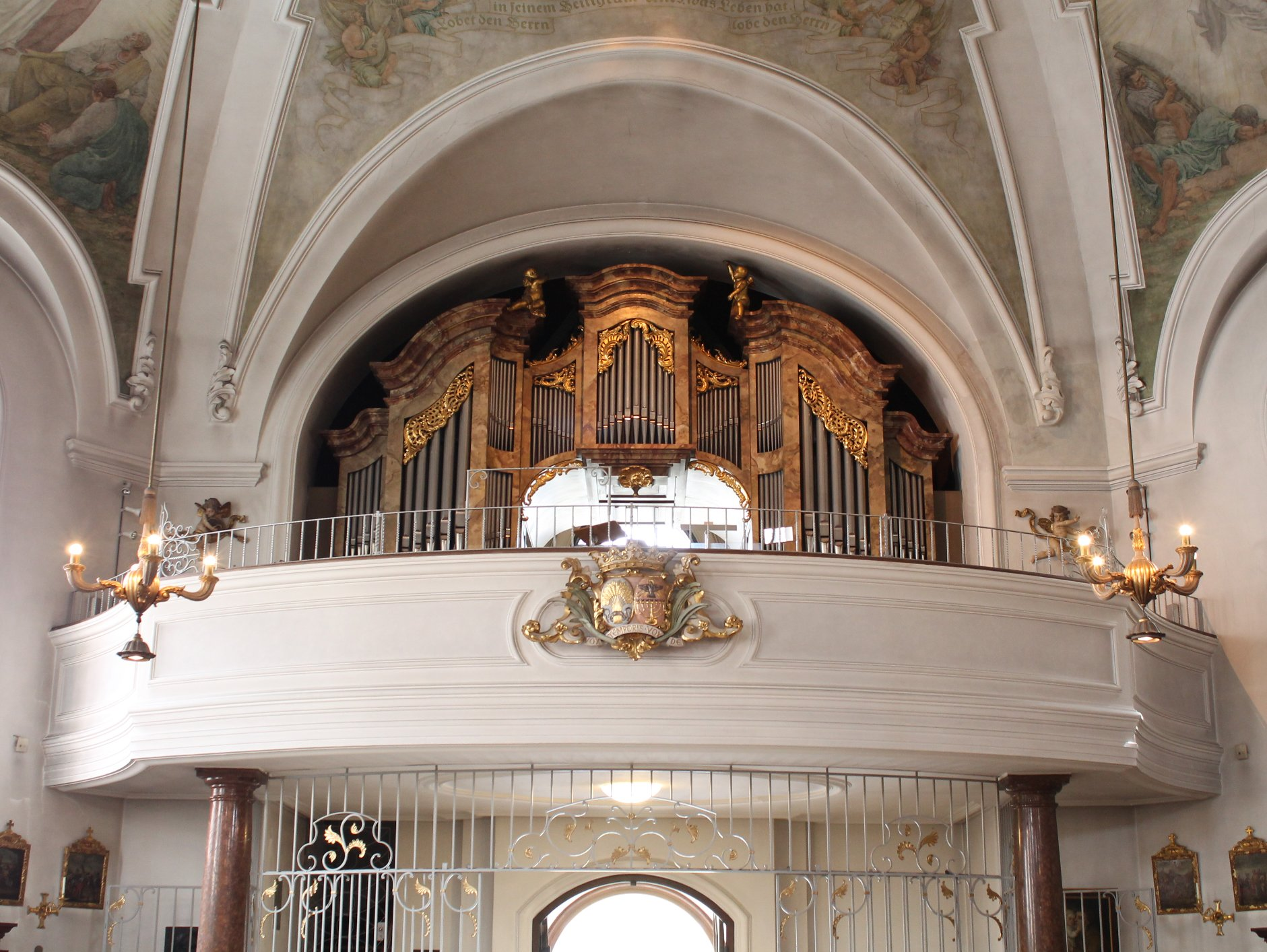
Orgel

Die Orgel auf der Empore der neuen Kirche stammt aus der Orgelbauwerkstätte Späth aus dem Jahr 1980. Die Tontraktur ist mechanisch, die Registertraktur elektrisch. Das Instrument besitzt 30 Register mit insgesamt 2.161 Pfeifen, verteilt auf Hauptwerk, Schwellwerk und Pedal. Vom Spieltisch kann auch das Orgelwerk der Alten Kirche aus dem Jahr 1907 als Fernwerk angesteuert werden. 2019 wurde ein neuer Spieltisch mit zusätzlichen Funktionen durch Münchner Orgelbau Johannes Führer eingebaut. Die Disposition lautet wie folgt:
| II Hauptwerk C–g3 |     |             |       |
|                   | 1.  | Bordun      | 16′   |
|                   | 2.  | Prinzipal   | 8′    |
|                   | 3.  | Rohrflöte   | 8′    |
|                   | 4.  | Oktave      | 4′    |
|                   | 5.  | Koppelflöte | 4′    |
|                   | 6.  | Gemsnasard  | 2 ⁄3′ |
|                   | 7.  | Superoktave | 2′    |
|                   | 8.  | Waldflöte   | 2′    |
|                   | 9.  | Mixtur V-VI | 1 ⁄3′ |
|                   | 10. | Trompete    | 8′    |
|                   |     | Tremulant   |       |

| III Schwellwerk C–g3 |                 |       |
| 11.                  | Holzgedackt     | 8′    |
| 12.                  | Spitzgambe      | 8′    |
| 13.                  | Schwebung       | 8′    |
| 14.                  | Prinzipal       | 4′    |
| 15.                  | Rohrflöte       | 4′    |
| 16.                  | Schweizerpfeife | 2′    |
| 17.                  | Sesquialtera II | 2 ⁄3′ |
| 18.                  | Spitzquinte     | 1 ⁄3′ |
| 19.                  | Scharff V       | 1′    |
| 20.                  | Basson          | 16′   |
| 21.                  | Hautbois        | 8′    |
|                      | Tremulant       |       |

| Pedal C–f1 |                |            |
| 22.        | Prinzipal      | 16′        |
| 23.        | Subbaß         | 16′        |
| 24.        | Oktavbaß       | 8′         |
| 25.        | Gemsbaß        | 8′         |
| 26.        | Choralbaß      | 4′+1 ⁄3′   |
| 27.        | Nachthorn      | 2′         |
| 28.        | Pedalmixtur IV | 2 ⁄3′      |
| 29.        | Posaune        | 16′        |
| 30.        | Trompete       | 8′         |
|            | Tremulant      | [ Anm. 1 ] |

- Koppeln: II/I, III/I, II/P, III/P; FW/I, FW/I (Sub), FW/II, FW/II (Sub), FW/P, FW-Ped/I, FW-Ped/II, FW-Ped/P
- Spielhilfen: Koppelmanual, Handregister, 3 freie / 1 Pedalkombination (1980–2019), Setzeranlage (seit 2019); Organo Pleno, Zungen ab, Schwelltritt, Crescendo-Walze an
- Spieltisch: freistehender Spieltisch, Registerwippen

Anmerkungen
1. 1 2 3 4 5  Kleinpedal
2. ↑   1 1⁄3′-Chor derzeit stillgelegt